# Martin Marinov
Martin Marinov (n. 25 octombrie 1967, Sofia, Republica Populară Bulgaria) este un canoist ce a reprezentat Bulgaria, medaliat olimpic. A participat la 5 ediții ale Jocurilor Olimpice (1988, 1992, 1996, 2004, 2016) în care a câștigat două medalii de bronz.